# Claudine Schaul
Claudine Schaul (Luxemburg, 20 augustus 1983) is een voormalig tennisspeelster uit Luxemburg. Zij begon met tennis toen zij vier jaar oud was. Haar favoriete ondergrond is hardcourt. Zij was actief in het proftennis van 2002 tot medio 2013.

## Loopbaan

### Enkelspel
Schaul debuteerde in 1998 op het ITF-toernooi van Denain (Frankrijk). Zij stond in 2000 voor het eerst in een finale, op het ITF-toernooi van Rebecq (België) – zij verloor van de Belgische Caroline Maes. In 2002 veroverde Schaul haar eerste titel, op het ITF-toernooi van Vaihingen (Duitsland), door de Duitse Stephanie Gehrlein te verslaan. In totaal won zij vier ITF-titels, de laatste in 2009 in Wrexham (Wales).
In 2000 nam Schaul voor het eerst deel aan een WTA-hoofdtoernooi, op het toernooi van Luxemburg waarvoor zij een wildcard had gekregen. Zij bereikte er de tweede ronde, waarin ze verloor van de Belgische Kim Clijsters. Zij stond in 2004 voor het eerst in een WTA-finale, op het toernooi van Straatsburg – hier veroverde zij haar eerste titel, door de Amerikaanse Lindsay Davenport (op dat moment nummer vier van de wereld) te verslaan. Dit was Schauls enige WTA-finale, maar de mooiste overwinning van haar tennisloopbaan.
Haar beste prestatie op de grandslamtoernooien is het bereiken van de derde ronde. Haar hoogste positie op de WTA-ranglijst is de 41e plaats, die zij bereikte in mei 2004.

### Dubbelspel
Schaul debuteerde in 1999 op het toernooi van Luxemburg waarvoor zij een wildcard had gekregen, samen met landgenote Fabienne Thill. Zij kwamen niet voorbij de eerste ronde. Op haar eerste ITF-toernooi, in Saint-Raphaël (Frankrijk) samen met de Duitse Stephanie Gehrlein, bereikte zij de halve finale. Zij stond in 2002 voor het eerst in een finale, op het ITF-toernooi van Buchen (Duitsland), samen met de Zweedse Sofia Arvidsson – hier veroverde zij haar eerste titel, door Anna Bastrikova en Claudia Kardys te verslaan. In totaal won zij drie ITF-titels, de laatste in 2009 in Glasgow (Schotland).
Met een tweede wildcard voor het toernooi van Luxemburg in 2000 bereikte zij de tweede ronde. In 2001 kwalificeerde Schaul zich voor het eerst voor een WTA-hoofdtoernooi buiten Luxemburg, op het toernooi van Straatsburg samen met de Duitse Martina Müller. Zij bleven steken in de eerste ronde. Zij stond in 2004 voor het eerst in een WTA-finale, op het toernooi van Canberra, samen met de Kroatische Jelena Kostanić – hier veroverde zij haar eerste titel, door Caroline Dhenin en Lisa McShea te verslaan. Het bleef haar enige WTA-dubbelspeltitel, hoewel ze later dat jaar nog finaleplaatsen veroverde in Rosmalen en Stanford.
Haar beste prestatie op de grandslamtoernooien is het bereiken van de tweede ronde. Haar hoogste positie op de WTA-ranglijst is de 71e plaats, die zij bereikte in november 2004.

## Posities op deWTA-ranglijst
Positie per einde seizoen:
| jaartal | rank enkel | rank dubbel |
| ------- | ---------- | ----------- |
| 2012    | 778        | 815         |
| 2011    | –          | –           |
| 2010    | 995        | –           |
| 2009    | 388        | 390         |
| 2008    | 389        | 297         |
| 2007    | 515        | 209         |
| 2006    | 195        | 273         |
| 2005    | 165        | 230         |
| 2004    | 61         | 71          |
| 2003    | 81         | 267         |
| 2002    | 132        | 257         |
| 2001    | 261        | 913         |
| 2000    | 356        | 287         |
| 1999    | 557        | 287         |

## Palmares
| Legenda                |
| ---------------------- |
| Grandslamtoernooi      |
| Olympische Spelen      |
| Year-End Championships |
| Tier I                 |
| Tier II                |
| Tier III               |
| Tier IV & V            |

### WTA-finaleplaatsen enkelspel
| nr.              | finaledatum | toernooi        | ondergrond | tegenstandster    | score         |         |
| ---------------- | ----------- | --------------- | ---------- | ----------------- | ------------- | ------- |
| Gewonnen finales |             |                 |            |                   |               |         |
| 1.               | 2004-05-22  | WTA Straatsburg | gravel     | Lindsay Davenport | 2-6, 6-0, 6-3 | details |

### WTA-finaleplaatsen vrouwendubbelspel
| nr.              | finaledatum | toernooi     | ondergrond | partner         | tegenstandsters               | score     |         |
| ---------------- | ----------- | ------------ | ---------- | --------------- | ----------------------------- | --------- | ------- |
| Gewonnen finales |             |              |            |                 |                               |           |         |
| 1.               | 2004-01-17  | WTA Canberra | hardcourt  | Jelena Kostanić | Caroline Dhenin Lisa McShea   | 6-4, 7-63 | details |
| Verloren finales |             |              |            |                 |                               |           |         |
| 1.               | 2004-06-19  | WTA Rosmalen | gras       | Jelena Kostanić | Lisa McShea Milagros Sequera  | 63-7, 3-6 | details |
| 2.               | 2004-07-18  | WTA Stanford | hardcourt  | Iveta Benešová  | Eléni Daniilídou Nicole Pratt | 2-6, 4-6  | details |

### Gewonnen ITF-toernooien enkelspel
| nr. | finaledatum | toernooi  | ondergrond    | dotatie | tegenstandster in finale | score         |
| --- | ----------- | --------- | ------------- | ------- | ------------------------ | ------------- |
| 1.  | 2002-07-07  | Vaihingen | gravel        | $25.000 | Stephanie Gehrlein       | 6-3, 3-6, 6-4 |
| 2.  | 2002-09-22  | Luxemburg | gravel        | $25.000 | Nathalie Viérin          | 6-2, 4-6, 6-4 |
| 3.  | 2008-08-17  | Koksijde  | gravel        | $10.000 | Daniëlle Harmsen         | 7-62, 7-67    |
| 4.  | 2009-01-25  | Wrexham   | hardcourt (i) | $10.000 | Constance Sibille        | 6-1, 3-6, 6-4 |

### Gewonnen ITF-toernooien dubbelspel
| nr. | finaledatum | toernooi | ondergrond    | dotatie | partner             | tegenstandsters in finale                  | score            |
| --- | ----------- | -------- | ------------- | ------- | ------------------- | ------------------------------------------ | ---------------- |
| 1.  | 2002-03-03  | Buchen   | tapijt (i)    | $10.000 | Sofia Arvidsson     | Anna Bastrikova Claudia Kardys             | 6-0, 7-5         |
| 2.  | 2003-02-02  | Ortisei  | tapijt (i)    | $50.000 | Vanessa Henke       | Olga Blahotová Gabriela Navrátilová        | 6-1, 6-2         |
| 3.  | 2009-01-17  | Glasgow  | hardcourt (i) | $10.000 | Sandra Klemenschits | Nicolette van Uitert Viktoria Yemialyanava | 6-3, 4-6, [10-7] |

## Prestatietabel grandslamtoernooien
| Legenda | Legenda                          |
| ------- | -------------------------------- |
| g.t.    | geen toernooi gehouden           |
| l.c.    | lagere categorie                 |
| –       | niet deelgenomen                 |
| G       | uitgeschakeld in de groepsfase   |
| 1R      | uitgeschakeld in de eerste ronde |
| 2R      | uitgeschakeld in de tweede ronde |
| 3R      | uitgeschakeld in de derde ronde  |
| 4R      | uitgeschakeld in de vierde ronde |
| KF      | uitgeschakeld in de kwartfinale  |
| HF      | uitgeschakeld in de halve finale |
| F       | de finale verloren               |
| W       | het toernooi gewonnen            |
| w-v     | winst/verlies-balans             |

### Enkelspel
| Toernooi        | 2003 | 2004 | 2005 |
| --------------- | ---- | ---- | ---- |
| Australian Open | –    | 3R   | 1R   |
| Roland Garros   | –    | 1R   | 1R   |
| Wimbledon       | –    | 1R   | 1R   |
| US Open         | 3R   | 1R   | –    |

### Vrouwendubbelspel
| Toernooi        | 2004 | 2005 |
| --------------- | ---- | ---- |
| Australian Open | –    | 1R   |
| Roland Garros   | 1R   | 1R   |
| Wimbledon       | –    | –    |
| US Open         | 2R   | –    |

### Gemengd dubbelspel
| Toernooi        | 2004 |
| --------------- | ---- |
| Australian Open | –    |
| Roland Garros   | –    |
| Wimbledon       | 1R   |
| US Open         | –    |